# Assignation à résidence en France
En France, l'assignation à résidence est l'injonction faite à une personne physique de résider en un lieu déterminé.
L'assignation à résidence peut résulter d'une décision civile (assignation à résidence d'un étranger), d'une décision pénale ou d'une décision administrative.

## Par l'autorité judiciaire
L’assignation à résidence est prononcée par l’autorité judiciaire dans deux cas.
La détention à domicile sous surveillance électronique peut être décidée par la juridiction de jugement lorsqu'elle prononce une peine égale ou inférieure à six mois d'emprisonnement. La détention à domicile sous surveillance électronique peut également être prononcé par un juge de l'application des peines après le jugement,,.
L'assignation à résidence avec surveillance électronique peut être ordonnée, dans le cadre d'une procédure de convocation par procès-verbal ou de comparution immédiate (donc présumées innocentes), avec l'accord ou à la demande de l'intéressé, par le juge d'instruction ou par le juge des libertés et de la détention si la personne mise en examen  encourt une peine d'emprisonnement correctionnel d'au moins deux ans ou une peine plus grave,.

## Par l'autorité administrative
Dans d’autres cas l’assignation à résidence est prononcée par l’autorité administrative :
- Selon le code de l'entrée et du séjour des étrangers et du droit d'asile, l’assignation à résidence, pour des étrangers non-européens en instance d'éloignement (elle même pouvant résulter d’une obligation de quitter le territoire ou d’une Interdiction judiciaire du territoire) dans l’impossibilité de quitter le territoire français ou de regagner son pays d’origine ou de rendre dans aucun autre pays, est décidée le préfet de département[6],[7]. Cette disposition existe depuis l’ordonnance de 1945 sur l'entrée et le séjour des étrangers[8] et a été modifiée à de nombreuses reprises.
- Selon la loi du 3 avril 1955 sur l’état d'urgence, sa déclaration donne pouvoir au ministre de l’Intérieur de prononcer l’assignation à résidence, dans le lieu qu’il fixe, de toute personne « à l’égard de laquelle il existe des raisons sérieuses de penser que son comportement constitue une menace pour la sécurité et l’ordre publics ». La durée maximale de l’assignation à résidence est de douze mois. Au-delà, une prolongation est possible sous certaines réserves[9],[10].
- Selon le code de la sécurité intérieure modifié par la loi du 30 octobre 2017 renforçant la sécurité intérieure et la lutte contre le terrorisme, le ministre de l’Intérieur peut, après en avoir informé le procureur de la République de Paris et le procureur de la République territorialement compétent, faire obligation une personne à l’égard de laquelle il existe des raisons sérieuses de penser que son comportement constitue une menace d’une particulière gravité pour la sécurité et l’ordre publics de ne pas se déplacer à l’extérieur d’un périmètre géographique déterminé, se présenter périodiquement aux services de police ou aux unités de gendarmerie, déclarer son lieu d’habitation et tout changement de lieu d’habitation. Ces obligations sont prononcées pour une durée maximale de trois mois à compter de la notification de la décision du ministre. Elles peuvent être renouvelées[11].

### Application
En 2016, 46 assignations à résidence sur le fondement d’une interdiction judiciaire du territoire ou d’un arrêté d’expulsion ont été prononcées.
Il y avait en 2022 un total de 19 427 assignés à résidence.

### Constitutionnalité des mesures
À l'occasion d'une question prioritaire de constitutionnalité posée par l'avocat de Kamel Daoudi, le Conseil constitutionnel décide en décembre 2017 d'une censure partielle des dispositions encadrant les assignations à résidence pour les étrangers : si celles-ci peuvent être illimitées, elles ne peuvent dépasser 12 heures par jour et le lieu d'assignation doit tenir compte « du temps passé sous ce régime et des liens familiaux personnels noués par ce dernier », ce qui ouvrirait la porte à un rapprochement géographique de Kamel Daoudi de sa famille,. Le Conseil constitutionnel estime que la loi modifiant le code de l'entrée et du séjour des étrangers et du droit d'asile aurait dû prévoir qu’« au-delà d’une certaine durée », l’administration soit tenue de « justifier de circonstances particulières imposant le maintien de l’assignation » afin de protéger du risque d'« une atteinte disproportionnée à la liberté d’aller et de venir ». Si le Conseil constitutionnel rappelle « aucune  règle de valeur constitutionnelle n’assure aux étrangers des droits de caractère général et absolu d’accès et de séjour sur le territoire national », l'assignation à résidence d’un étranger peut donc être « sans limite dans le temps » pour « éviter que puisse librement circuler sur le territoire national une personne non seulement dépourvue de droit au séjour, mais qui s’est également rendue coupable d’une infraction ou dont la présence constitue une menace grave pour l’ordre public. Cette mesure est ainsi motivée, à un double titre, par la sauvegarde de l’ordre public ». Toutefois, il assortit cette durée indéfinie de restrictions afin qu'elle ne puisse être assimilée à une mesure de privation de liberté en limitant l'assignation au domicile à 12 heures par jour et en précisant que le lieu d'assignation doit être déterminé en fonction « du temps passé sous ce régime et des liens familiaux et personnels noués par ce dernier ». L’effet de la censure de la loi est reporté au 30 juin 2018, le temps que le Parlement puisse la corriger,.